# Carcinarctia rougeoti
Carcinarctia rougeoti är en fjärilsart som beskrevs av De Toulgoët 1977. Carcinarctia rougeoti ingår i släktet Carcinarctia och familjen björnspinnare. Inga underarter finns listade i Catalogue of Life.